# Final de la Primera B 2013 (Colombia)
La final de la Categoría Primera B 2013 es una serie de partidos de fútbol que se juegan los días 30 de noviembre y 3 de diciembre de 2013 para definir al campeón de la temporada en la Primera B, segunda división del fútbol profesional en Colombia.
La disputaron los ganadores de las finales del Torneo Apertura y el Torneo Finalización: Universidad Autónoma y Fortaleza respectivamente. 
El vencedor de esta final obtendrá el ascenso directo a la máxima categoría del fútbol colombiano para la temporada 2014, mientras que el perdedor jugará una serie de promoción contra el equipo que ocupó el penúltimo lugar en la tabla del descenso: Cúcuta Deportivo.

## Llave
| Bandera del Departamento del Atlántico | vs. | Bandera de Cundinamarca |
| -------------------------------------- | --- | ----------------------- |
| Uniautónoma 3 1 2                      | vs. | Fortaleza 1 0           |

## Estadios
| Bogotá                         | Barranquilla                           |
| ------------------------------ | -------------------------------------- |
| Estadio Metropolitano de Techo | Estadio Metropolitano Roberto Meléndez |
| Aforo: 7.800                   | Aforo: 46.788                          |
|                                |                                        |

## Partido de ida
| POR  | Andrés Mosquera Marmolejo |     |
| DEF  | Jeisson Palacios          |     |
| DEF  | José Luis Moya            |     |
| DEF  | Jhon Sandoval             |     |
| DEF  | Juan Carlos Guazá         |     |
| MED  | Alexander Jaramillo       |     |
| MED  | George Saunders           | 85' |
| MED  | Óscar Rueda               |     |
| MED  | Johan Muñoz               | 72' |
| MED  | Emanuel Prisco            | 74' |
| DEL  | Jorge Luis Ramos          |     |
| D.T. | Hernán Pacheco            |     |

| POR  | Jaiber Cardona        |     |
| DEF  | Nelino Tapia          |     |
| DEF  | Orlando Niebles       |     |
| DEF  | Alonso Acosta         |     |
| DEF  | Carlos Saa            |     |
| MED  | Alan Navarro          |     |
| MED  | Daniel Machacón       | 56' |
| MED  | Jhonny Rivera         |     |
| MED  | Johan Arango          |     |
| DEL  | Michael Barrios       |     |
| DEL  | Cristian Fernándes    | 67' |
| D.T. | José Manuel Rodríguez |     |

| MED | Diego Gómez   | 72' |
| DEL | Óscar Londoño | 74' |
| MED | Mario García  | 85' |

| MED | Andrés Felipe Roa | 56'       |
| MED | John Méndez       | 67' · 81' |
| MED | Estéfano Arango   | 81'       |

|  |

| Anotado | 29' | Alan Navarro |
| Anotado | 89' | Johan Arango |

| Amonestado | 28' | Jeisson Palacios    |
| Amonestado | 30' | Alexander Jaramillo |
| Amonestado | 65' | Henry Solís         |

| Amonestado | 48' | Michael Barrios |
| Amonestado | 53' | Orlando Niebles |
| Amonestado | 61' | Carlos Saa      |

| Árbitro             | Luis Fernando Trujillo |
| Árbitros asistentes | Edwin Zapata           |
| Árbitros asistentes | Duberney Salas         |
| Emergente           | Fernando Acuña         |

| POR  | Andrés Mosquera Marmolejo |     |
| DEF  | Jeisson Palacios          |     |
| DEF  | José Luis Moya            |     |
| DEF  | Jhon Sandoval             |     |
| DEF  | Juan Carlos Guazá         |     |
| MED  | Alexander Jaramillo       |     |
| MED  | George Saunders           | 85' |
| MED  | Óscar Rueda               |     |
| MED  | Johan Muñoz               | 72' |
| MED  | Emanuel Prisco            | 74' |
| DEL  | Jorge Luis Ramos          |     |
| D.T. | Hernán Pacheco            |     |

| POR  | Jaiber Cardona        |     |
| DEF  | Nelino Tapia          |     |
| DEF  | Orlando Niebles       |     |
| DEF  | Alonso Acosta         |     |
| DEF  | Carlos Saa            |     |
| MED  | Alan Navarro          |     |
| MED  | Daniel Machacón       | 56' |
| MED  | Jhonny Rivera         |     |
| MED  | Johan Arango          |     |
| DEL  | Michael Barrios       |     |
| DEL  | Cristian Fernándes    | 67' |
| D.T. | José Manuel Rodríguez |     |

| MED | Diego Gómez   | 72' |
| DEL | Óscar Londoño | 74' |
| MED | Mario García  | 85' |

| MED | Andrés Felipe Roa | 56'       |
| MED | John Méndez       | 67' · 81' |
| MED | Estéfano Arango   | 81'       |

|  |

| Anotado | 29' | Alan Navarro |
| Anotado | 89' | Johan Arango |

| Amonestado | 28' | Jeisson Palacios    |
| Amonestado | 30' | Alexander Jaramillo |
| Amonestado | 65' | Henry Solís         |

| Amonestado | 48' | Michael Barrios |
| Amonestado | 53' | Orlando Niebles |
| Amonestado | 61' | Carlos Saa      |

| Árbitro             | Luis Fernando Trujillo |
| Árbitros asistentes | Edwin Zapata           |
| Árbitros asistentes | Duberney Salas         |
| Emergente           | Fernando Acuña         |

|  |